# Charles William Webley Hope
Charles William Webley Hope (1832-1904) fue un botánico y pteridólogo aficionado inglés. Fue ingeniero civil y en 1859 realizó extensas expediciones botánicas en la India.

## Obra
- 1899. The Ferns of North-western India. Editor Bombay Natural History Soc. 212 pp.

- 1898. The ferns of North-Western India, including Afghanistan, the ... 429 pp.

- La abreviatura «C.Hope» se emplea para indicar a Charles William Webley Hope como autoridad en la descripción y clasificación científica de los vegetales.[2]